# Sans merveille
Pour plus de détails, voir Fiche technique et Distribution.
Sans merveille est un téléfilm français de Michel Mitrani, scénarisé par Marguerite Duras et Gérard Jarlot, diffusé le 14 avril 1964.
Dans ses mémoires Mon bel âge Alexandra Stewart évoque le difficile tournage du film.

## Synopsis
Un homme et une femme se rencontrent et vivent une liaison d'un an.

## Fiche technique
- Titre original : Sans merveille
- Réalisation : Michel Mitrani
- Scénario : Marguerite Duras et Gérard Jarlot
- Musique originale : Germaine Tailleferre
- Directeur de la photographie : Sacha Vierny
- Montage : Marcel Teulade
- Création des décors : Georges Lévy
- Création des costumes : Christiane Coste
- Pays :  France
- Date de diffusion : 14 avril 1964

## Acteurs
- Jean-Claude Pascal : Franck
- Marcel Bozzuffi : Charles
- Alexandra Stewart : Hélène
- Elisabeth Ercy : Diana